# Tour de télévision de Kiev
La tour de télévision de Kiev (en ukrainien Телевізійна вежа, Televiziïna veja) est une tour d'une hauteur de 385 m construite en acier en 1973 et située à Kiev, en Ukraine.  Fermée au public, elle est utilisée pour la diffusion de la radio et de la télévision. C'est la plus haute construction autoportante en acier dans le monde. Le 1er mars 2022, la tour se voit en incapacité de diffusion à la suite de frappes russes lors de l'invasion de l'Ukraine par la Russie.

## Présentation
Fabriquée en tubes d'acier de différents diamètres et épaisseurs, la structure pèse 2700 tonnes. Le tube central, dans lequel l'ascenseur est situé, a 4 mètres de diamètre pour 12 millimètres d'épaisseur. Il repose sur une base à quatre pieds qui mesure environ 100 mètres de haut. La base abrite l'émetteur et le récepteur de la tour. À environ 200 mètres du sol se trouve le second niveau, qui renferme la partie télévision et les émetteurs FM de l'édifice. Ce deuxième niveau est le terminus de l'ascenseur. La tour est unique car tous les joints, pipes et luminaires sont fixés par soudage.

## Historique

### Construction
La construction a commencé en 1968 et elle s'est achevée en 1973, pour un coût équivalent à environ douze millions de dollars.
La tour avait initialement été conçue pour la ville de Moscou, capitale de l'URSS à l'époque. Mais les autorités de Moscou avaient préféré une tour plus « solide », finalement construite : il s'agit de la tour Ostankino. Plus tard, quand Kiev a eu besoin de sa propre tour, le projet a été représenté. Le gouvernement de l'URSS a alors ordonné aux ingénieurs de réduire la tour de près de 30 %, afin qu'elle ne soit pas plus grande que celle de Moscou,.

### Dégâts de l'invasion russe de 2022

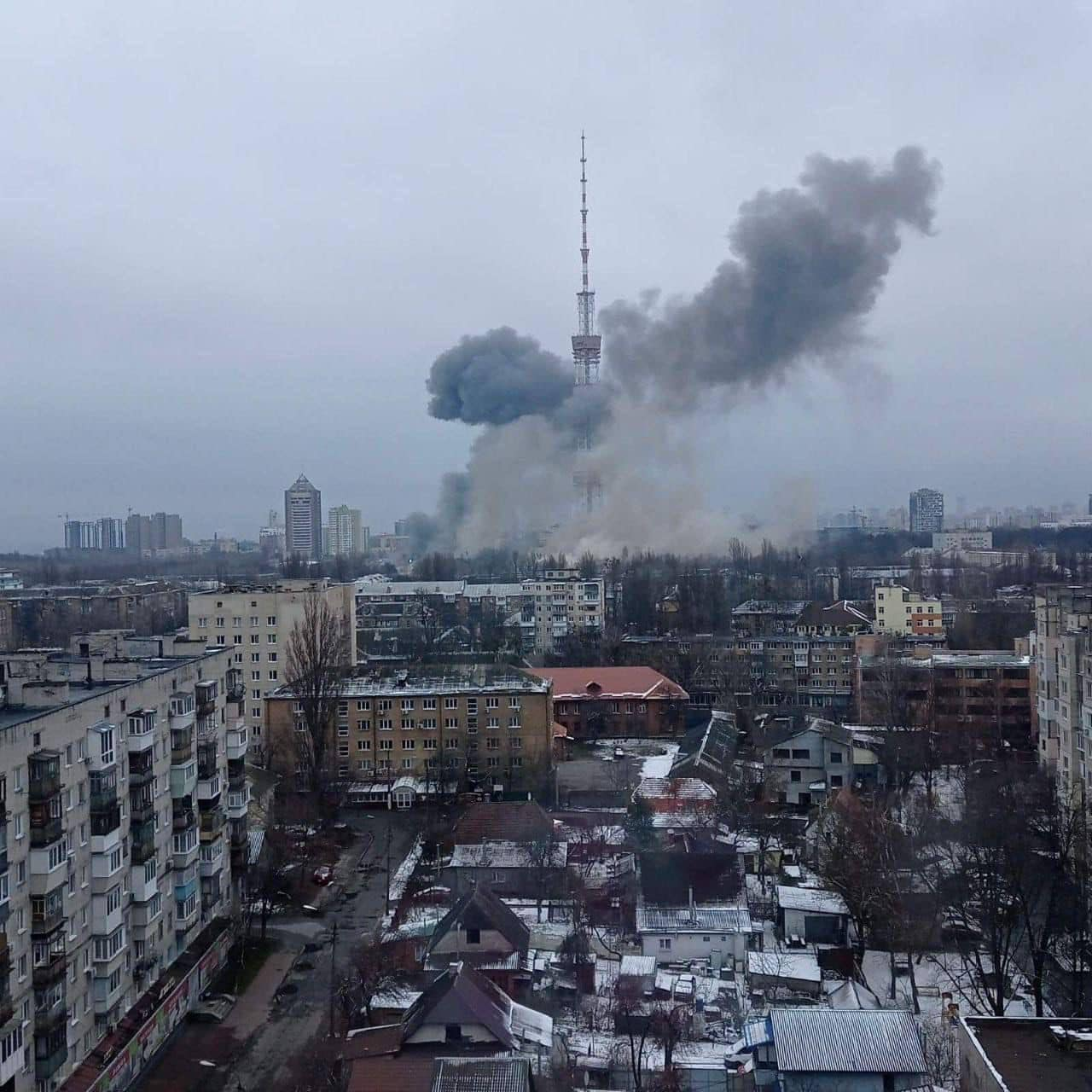
La tour de télévision lors de l'attaque par missiles russe du 1er mars.

Le 1er mars 2022 vers 17 h 30 heure locale (UTC+2) dans la continuité de l'offensive de Kiev, lors du sixième jour de l'invasion de l'Ukraine par la Russie en 2022, des explosions sont entendues à des kilomètres à la ronde. La tour de télévision de Kiev est touchée par une frappe russe, le premier bilan fait état de 5 morts. Le ministère de l’intérieur ukrainien annonce que cette opération a entrainé l’interruption des diffusions.